# Hryhir Tjutjunnyk
Hryhir Mychajlovyč Tjutjunnyk (em ucraniano:  Григір Михайлович Тютюнник; 5 de dezembro de 1931; Oblast de Poltava, Ucrânia - 7 de março de 1980; Kiev, Ucrânia) foi um escritor ucraniano.